# Arto Laatikainen
Arto Markus Laatikainen (* 24. Mai 1980 in Espoo) ist ein finnischer Eishockeyspieler, der seit Juli 2018 bei Hämeenlinnan Pallokerho in der Liiga unter Vertrag steht.

## Karriere
Arto Laatikainen begann seine Karriere als Eishockeyspieler in seiner Heimatstadt in der Nachwuchsabteilung der Espoo Blues, für deren Profimannschaft er von 1998 bis 2008 in der SM-liiga aktiv war. Sein größter Erfolg mit der Mannschaft war das Erreichen der Vizemeisterschaft in der Saison 2007/08. Er selbst wurde mit der Pekka-Rautakallio-Trophäe als bester Verteidiger der Liga ausgezeichnet und in deren All-Star Team gewählt. Von 2008 bis 2010 spielte er für den Färjestad BK in der schwedischen Elitserien. Mit dem FBK gewann er in der Saison 2008/09 den schwedischen Meistertitel.
Zur Saison 2010/11 wechselte er innerhalb der Elitserien zum Södertälje SK, mit dem er am Saisonende den Abstieg in die HockeyAllsvenskan hinnehmen musste. Daraufhin verließ er die Mannschaft und schloss sich zur Saison 2011/12 dem JYP Jyväskylä aus seiner finnischen Heimat an.
Im Juli 2018 erhielt Laatikainen einen Vertrag bei Hämeenlinnan Pallokerho (HPK) und gewann im Mai 2019 mit dem Klub die finnische Meisterschaft.

### International
Für Finnland nahm Laatikainen im Juniorenbereich an der U18-Junioren-Europameisterschaft 1998 sowie den U20-Junioren-Weltmeisterschaften 1999 und 2000 teil. Bei der U18-EM 1998 gewann er mit seiner Mannschaft die Silbermedaille. Im Seniorenbereich stand er in den Jahren 2007 und 2008 im Aufgebot seines Landes bei der Euro Hockey Tour.

## Erfolge und Auszeichnungen
- 1998 Silbermedaille bei der U18-Junioren-Europameisterschaft
- 2008 Finnischer Vizemeister mit den Espoo Blues
- 2008 SM-liiga All-Star Team
- 2008 Pekka-Rautakallio-Trophäe
- 2009 Schwedischer Meister mit dem Färjestad BK
- 2012 Finnischer Meister mit JYP Jyväskylä
- 2015 Finnischer Meister mit Kärpät Oulu
- 2015 Raimo-Kilpiö-Trophäe
- 2019 Finnischer Meister mit Hämeenlinnan Pallokerho

## Statistik
(Stand: Ende der Saison 2010/11)